# 上杉賢士
上杉 賢士（うえすぎ けんし、1948年 - 2020年）は、日本の教育者。日本PBL研究所理事長、学校法人いいづな学園学校長、日本生徒指導学会副会長。専門はプロジェクト・ベース学習。

## 人物・略歴
1948年、山梨県出身。1972年、千葉大学教育学部を卒業。船橋市小学校教員、千葉市小学校教員、千葉大学教育学部附属小学校教員と小学校教員生活を16年間務め、千葉市教育センター、千葉県総合教育センター、千葉市教育委員会指導課と、教育行政に11年半かかわった後に、1999年に千葉大学大学院教育学研究科教授、のち2011年から配置換えにより千葉大学教育学部附属教育実践総合センター教授を務めた。

## 著作
- 『若い教師が元気の出る7つの提言―教育者としてのキャリアのつみ方』（2010年3月、明治図書出版）
- 『プロジェクト・ベース学習の実践ガイド―「総合的な学習」を支援する教師のスキル』（2010年10月、ほるぷ出版）
- 『「ルールの教育」を問い直す 子どもの規範意識をどう育てるか』（2011年10月、金子書房）